# Oliviu Gherman
Oliviu Gherman (Sânmihaiu de Sus, 26 aprile 1930 – 11 agosto 2020) è stato un fisico, politico e diplomatico rumeno.
Già vicepresidente, è stato presidente del Senato della Romania dal 22 ottobre 1992 al 22 novembre 1996 e Presidente del Fronte Democratico di Salvezza Nazionale dal 1992 al 1997.

## Attività professionale
Nel 1951 si è laureato presso la Facoltà di Matematica e Fisica dell'Università Babeș-Bolyai di Cluj-Napoca. Nel 1954 divenne un candidato per la scienza. Dal 1951 al 1966 ha lavorato come insegnante accademico nella sua università di origine e come professore associato nel 1962. Per l'ultimo anno è stato Decano di Fisica. Nel 1966 divenne professore presso l'Università di Craiova, dove nel 1966-1968 è stato vice-rettore, e nel 1972-1974 Preside della Facoltà di Chimica.

## Attività politica
Dal 1963 è stato membro del Partito Comunista Rumeno. Nel 1990 è entrato a far parte del Fronte di Salvezza Nazionale. Dopo essersi rotto il FSN nel 1992, Ion Iliescu ha co-fondato il Fronte Democratico di Salvezza Nazionale. Nello stesso anno ha diretto il gruppo, sostituendo il presidente in carica. Nel 1993, in seguito alla fusione di numerosi piccoli partiti, il FDSN fu trasformato nel Partito Socialdemocratico della Romania, indirizzandolo nel 1996.
Nel 1990 è stato eletto per la prima volta al Senato, rinnovando il mandato nel 1992, 1996 e 2000. Dal 1990 al 1992 e dal 1996 al 2000, ha ricoperto la carica di Vice-Presidente del Senato, e nel 1992-1996 ha ricoperto la carica di presidente della Senato. Nel 2001 ha rassegnato le dimissioni dal suo mandato in relazione alla sua nomina all'Ambasciata di Romania in Francia.